# Předslavice
Obec Předslavice se nachází v okrese Strakonice, kraj Jihočeský, něco přes 5 km jihovýchodně od Volyně a 14 km jižně od Strakonic. Skrze Předslavice prochází silnice II/144 (Volyně – Vlachovo Březí – Husinec). Žije zde 242 obyvatel.
V obci je muzeum venkovského života.

## Části obce
- Předslavice
- Kakovice
- Marčovice
- Úlehle
- Všechlapy

V letech 1850–1907 k obci patřily i Straňovice.

## Historie
První písemná zmínka o obci pochází z roku 1352. Název je odvozen od staročeského vlastního jména Předslav. Nejstarší kostelík stál na kopci severně od vsi, jenž se dodnes nazývá Kostelec a stojí na něm pseudorománská rotunda - kaple Sv. Václava z první poloviny 20. století.
Povodně, které počátkem léta 2009 postihly Česko, zasáhly i Předslavice. V sobotu 27. června 2009 kolem osmé hodiny večer dorazila do vsi přívalová vlna z polí v okolí Úlehle, několik domů bylo zatopeno (až 100 cm vody). Zraněn nebyl nikdo.
| Rok            | 1869 | 1880 | 1890 | 1900 | 1910 | 1921 | 1930 | 1950 | 1961 | 1970 | 1980 | 1991 | 2001 | 2011 | 2021 |
| -------------- | ---- | ---- | ---- | ---- | ---- | ---- | ---- | ---- | ---- | ---- | ---- | ---- | ---- | ---- | ---- |
| Počet obyvatel | 759  | 809  | 760  | 781  | 729  | 744  | 742  | 499  | 490  | 430  | 356  | 265  | 239  | 239  | 260  |
| Počet domů     | 113  | 124  | 116  | 120  | 119  | 123  | 130  | 133  | 122  | 114  | 107  | 125  | 125  | 125  | 133  |

## Osobnosti
- František Teplý (1867–1945), kněz, archivář, historik

## Pamětihodnosti
- Kostel svatého Václava[9]
- Fara, kulturní památka[10]
- Usedlost, zejména brána usedlosti, čp. 4, dílo zednického mistra Jakuba Bursy, kulturní památka[11]
- Brána usedlosti čp. 18, dílo zednického mistra Jakuba Bursy, kulturní památka[12]
- Rodný domek archiváře Františka Teplého v Marčovicích

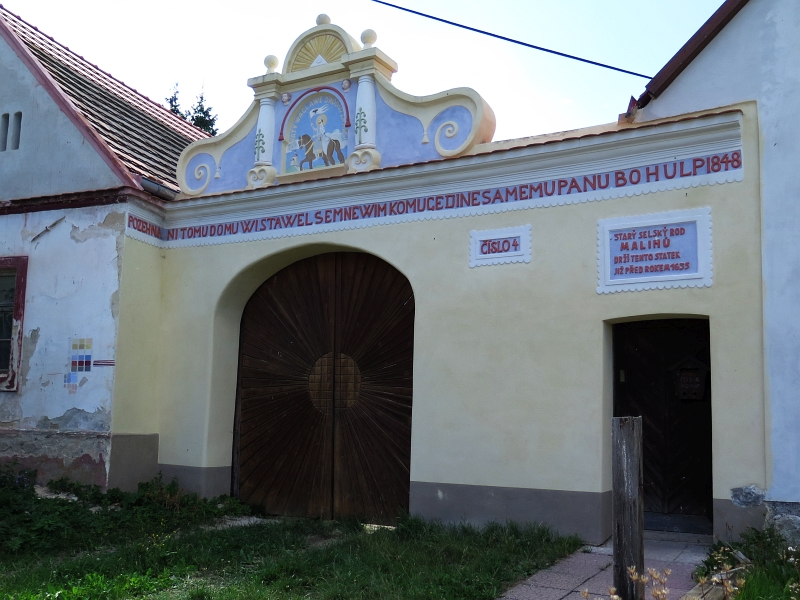
Brána usedlosti čp. 4
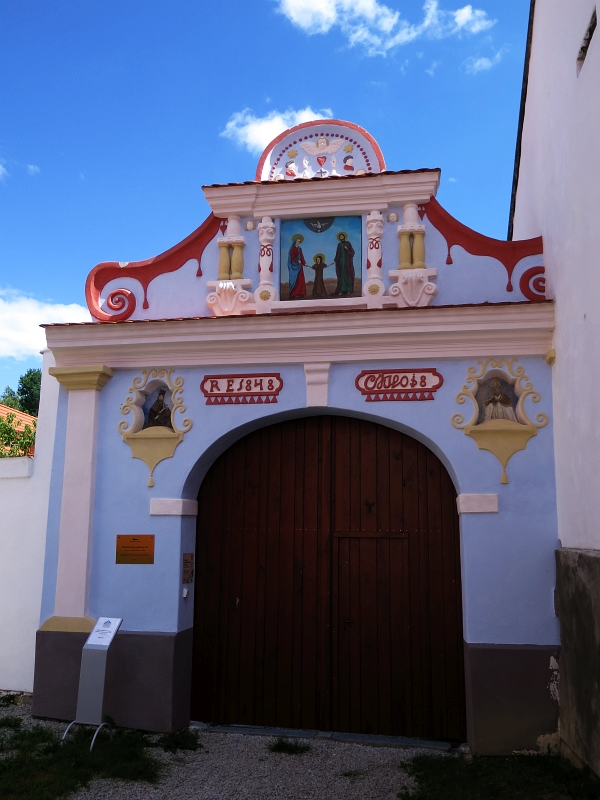
Brána usedlosti čp. 18